# Günther von Saar
Günther von Saar (Laibach, 27 febbraio 1878 – Innsbruck, 7 dicembre 1918) è stato un alpinista, medico e insegnante austriaco, fu uno dei più dotati alpinisti austriaci della sua epoca per tecnica, numero e qualità delle vette scalate. Esperto sciatore, ha scalato oltre 500 diverse vette delle Alpi orientali e occidentali e ha effettuato più di 90 ascensioni in montagna, comprese 30 prime ascensioni di vette.

## Biografia
Günther von Saar, alpinista e medico, nacque a Neustadt (Bassa Austria), il 27 febbraio 1878 e morì a Innsbruck il 7 dicembre 1918.  Figlio di un ufficiale dell'esercito austriaco, dal 1897 frequentò l'Università a Graz ove si laureò in medicina nel 1902. Fu assistente all'Università a Graz e all'Università tedesca di Praga, poi a Eiselsberg, a Vienna e infine di nuovo a Graz. Nel 1912 all'Università di Innsbruck. Nel 1914 con lo scoppio della prima guerra mondiale fu arruolato come capitano medico presso un Reggimento riservista. Catturato sul fronte russo tra il 1914–16 fu prigioniero, dando un grande contributo all'assistenza medica dei suoi compagni di prigionia; liberato dal 1916 fu chirurgo consulente del XVII Corpo d'Armata impegnato sul fronte dell'Isonzo. Nel 1917 ritornò a insegnare chirurgia presso l'Università di Insbruck.

## Carriera alpinistica
Saar fu uno dei migliori alpinisti austriaci dal 1902 al 1913. Membro dell'ÖAK (1899) e degli alpinisti Turner a Graz. Ha scalato oltre 500 diverse vette delle Alpi orientali e occidentali e ha effettuato più di 90 nuove ascensioni in montagna, comprese 30 prime ascensioni di vette. Nel dicembre 1898 intraprese un tour con gli sci da Moserboden attraverso il Riffeltor e il ghiacciaio Pasterzen fino al Glocknerhaus, e nel dicembre 1901 la prima salita con gli sci del Großvenediger. È considerato uno dei pionieri dello sci in Austria. È uno degli ideatori dei comprensori sciistici intorno a Mürzzuschlag e Murau. Fu compagno di ascensioni di Hans Reinl, Felix König, FJ Gassner, E. V. Graff, Ä. Hacker, R. Kaltenbrunner, Paul Preuss,  M. Reutter, H. Sattler, G. Stopper, V. Wolf-Glanvell e altri.
Prime ascensioni in vetta: Faniturm (1898), Dolomiti d'Ampezzo; Campanile di Val Montanaia (1902), Carn. prealpi; Däumling (1913), gruppo Dachstein. Prime salite: Stangenwand, parete sud (1899), da est (1902), camini ovest e parete sud-ovest (entrambi 1903), Pfaffenstein sulla cresta est (1901), Rabenstein sulla parete nord (1902), Mittealpenturm (2 viaggi, 1902), Fölzstein, parete sud (1902) e parete sud-est (1904), Mühlkarlturm sulla cresta ovest (1904), Großer Griesstein sulla parete sud-ovest (1906), Festlbeilstein da ovest e sulla parete nord superiore (1907), Meßnerin con un nuovo passaggio nella parete ovest (1910), il Hochschwabgruppe; Faniskarspitze, parete nord-ovest (1910), Dolomiti d'Ampezzo. Varie nuove ascensioni nelle Alpi Clautane (Prealpi Carniche meridionali).

## Pubblicazioni
Pubblicò saggi sugli infortuni tipici degli sport invernali, in: 
- Z.-DÖAV 42, 1911; Lesioni sportive (Nuova chirurgia tedesca 13), 1914;
- Tecnologia improvvisata in chirurgia, in: Tecnologia medica improvvisata, 1918;
- Specialista Ed.: Tecnologia medica improvvisata, 1918.
- L.: Wr. Datato 13 dicembre 1918 (edizione serale); Mitt.-DÖAV 44, 1918, pagina 155;
- Wr. clinico Ws.32, 1918, pagina 1379;
- Petermanns Mitt.65, 1919, pagina 25;
- H. Reinl, G. Frh. S. †, in: ÖAZ 41, 1919, pagina 50 ss.;
- E. Pichl, L'alpinismo viennese, 1927;
- 100 anni di medicina. Fak.Innsbruck 1869–1969, ed. da F. Huter, 2 ( pubblicazione dell'Università di Innsbruck 17/2), 1969, pagina 326; KA Vienna.